# Talabér János
Felsőszopori Talabér János, Talabér Medárd János (Keszthely, 1825. január 4. – Nagykanizsa, 1899. október 17.) római katolikus pap, esperes-plébános, költő, Talabér György egyházi író unokaöccse.

## Életútja
Keszthelyen született, gyermekéveit apja, Talabér János nemesi birtokán töltötte, a város közelében fekvő Diós hegységben. 1835-től a keszthelyi premontreiek gimnáziumában tanult hat évig. Apja 1838-ban meghalt. 1840-ben felvették a Szent Benedek-rendbe; újoncnövendékként egy évet Pannonhalmán töltött. 1842-től 1843-ig Győrben hallgatott filozófiai tanulmányokat a szerzet házában; magyar nyelvből és irodalomból tanára volt Czuczor Gergely, kinek magyar könyvtárába bejáratos volt. 1843-ban anyja is meghalt. 1844-ben egy évre Bakonybélbe ment a harmadévi bölcselet hallgatására. 1845-ben Pannonhalmára került vissza, és megkezdte teológiai tanulmányait; 1845-től 1846-ig Márkfi Sámuel volt tanára a bibliai tanulmányokból. 1846-ban kilépett a rendből és felvették a veszprémi egyházmegyébe. A Veszprémben töltött két iskolai év után 1848. június 17-én áldozópappá szentelték és a Somogy vármegyei Nágocsra, majd 1850-ben Veszprémbe rendelték segédlelkésznek. 1852-ben püspöke a bibliai tanszékre nevezte ki rendes tanárnak. 1860-ban Szentpéterre ment plébánosnak, 1861-ben szentbalázsi plébános lett. 1871-ben lemondott a lelkészségről és Budapestre költözött, ahol irodalommal foglalkozott. Felváltva élt itt és Nagykanizsán. Lonkay Antal alatt sok évig volt a Magyar Állam belmunkatársa.
Költeményeket írt a Honderűbe (1845, álnevek alatt is), az Őrangyalba (1848, 1852), a Katholikus Néplapba, a Családi Lapokba (1852-57) és a Badacsonyi kereszt fölszentelése. Buda, 1857. című munkába.

## Munkái
1. Egyházi beszédek... Pest, 1854. (Talabér Györgygyel). Három kötet.
2. Költeményei. Pest, 1860. Két kötet.
3. A hitoktatástan gyakorlati kézikönyve. Pest, 1854–1857. Két kötet.
4. Hitoktatástan, vagyis: A hitoktatás elméleti kézikönyve. Pest, 1865.
5. A kath. kereszténység, az ő hitében, törvényeiben és kegyszereiben. Pest, 1868-tól Nyolcz kötet. (Hitelemző beszédek)
6. Francziaország lourdesi kegyhelye. Irta Lasserre Henrik után. Budapest, 1873. (Több kiadást írt. Ism. M. Állam 1902. 4. sz.)
7. Katholikus kereszténység az ő szent cselekményeiben, időiben és helyiségeiben. Vagyis egyházi beszédek a kath. vallás összes szertartásairól. Zollner János után. Budapest, 1876–1880. Négy kötet.
8. Arany biblia. A szentirás feltüntetve a legnagyobb művészek képeiben. Száz képpel. Budapest, 1884. Két kötet. (Sajtó alá rendezte Toldy Lászlóval).
9. Idézetek a szent atyák munkáiból. Houdry Concionatoria Bibliotheca c. művéből. Magyarították: Róka Józseffel. Budapest, 1896. Két kötet. (Lelkészek Idézetek Tára II., III. k.).

Budapesten három éven át szerkesztette a Katholikus Lelkipásztor című egyházi folyóiratot, Füssy Tamás társaságában. 1874-ben Füssy V. társaságában elindította a Jelenkor című egyháztörténelmi közlönyt, amely 1875-ben politikai napilappá alakult, de kevés ideig maradt fenn. 1883-89-ben a Papok Lapja című hetilapot szerkesztette, amelyben a katolikus egyház érdekeit képviselte és a katolikus papság jogait és igazát védelmezte.